# والرین پیدموهیلنی
والرین پیدموهیلنی (انگلیسی: Valerian Pidmohylny; ۲ فوریهٔ ۱۹۰۱ – ۳ نوامبر ۱۹۳۷) رمان‌نویس، مترجم، منتقد ادبی اهل اتحاد جماهیر شوروی سوسیالیستی بود.